# Сан-Жуан-Батишта (Энтронкаменту)
Сан-Жуан-Батишта (порт. São João Baptista) — район (фрегезия) в Португалии, входит в округ Сантарен. Является составной частью муниципалитета Энтронкаменту. По старому административному делению входил в провинцию Рибатежу. Входит в экономико-статистический субрегион Медиу-Тежу, который входит в Центральный регион.